# كأس السلفادور 2016
كأس السلفادور 2016 (بالإسبانية: Copa El Salvador 2016-17)‏ هو موسم من كأس رئيس السلفادور. كان عدد الأندية المشاركة فيه 36، وفاز فيه Santa Tecla F.C. ‏.